# Telêmaco Borba (tiểu vùng)
Telêmaco Borba là một tiểu vùng thuộc bang Paraná, Brasil. Tiều vùng này có diện tích 9490 km², dân số năm 2007 là 146109 người.